# Vysoká Poľana
Vysoká Poľana je geomorfologický podcelek Poľany. Nejvyšší vrch podcelku i celého pohoří je Poľana, dosahující výšky 1458 m n. m.

## Vymezení
Podcelek zabírá velkou část pohoří a s výjimkou západní části i celý masiv vyhaslé sopky. Severním sousedem Vysoké Poľany je Povraznícka brázda, která je součástí Zvolenské kotliny, západním a jihozápadním směrem se vine pás Detvianske predhorie . Východním směrem leží Veporské vrchy s podcelky Sihlianska planina, Balocké vrchy a Čierťaž. 

## Významné vrcholy
- Poľana - nejvyšší vrch pohoří (1458 m n. m.)
- Predná Poľana (1367 m n. m.)
- Kopce (1334 m n. m.)
- Bukovina (1294 m n. m.)
- Vepor (1277 m n. m.)

## Chráněná území
Území je součástí Chráněné krajinné oblasti Poľana a nachází se zde několik maloplošných chráněných celků:
- Spády - přírodní památka
- Veporské skalky - přírodní památka
- Havranka - přírodní památka
- Vodopád Bystrého potoka - národní přírodní památka
- Havranie skály - přírodní rezervace
- Mačinová - přírodní rezervace
- Hrončecký grúň - národní přírodní rezervace
- Ľubietovský Vepor - národní přírodní rezervace
- Zadní Poľana - národní přírodní rezervace a i. [2]